# クロックス

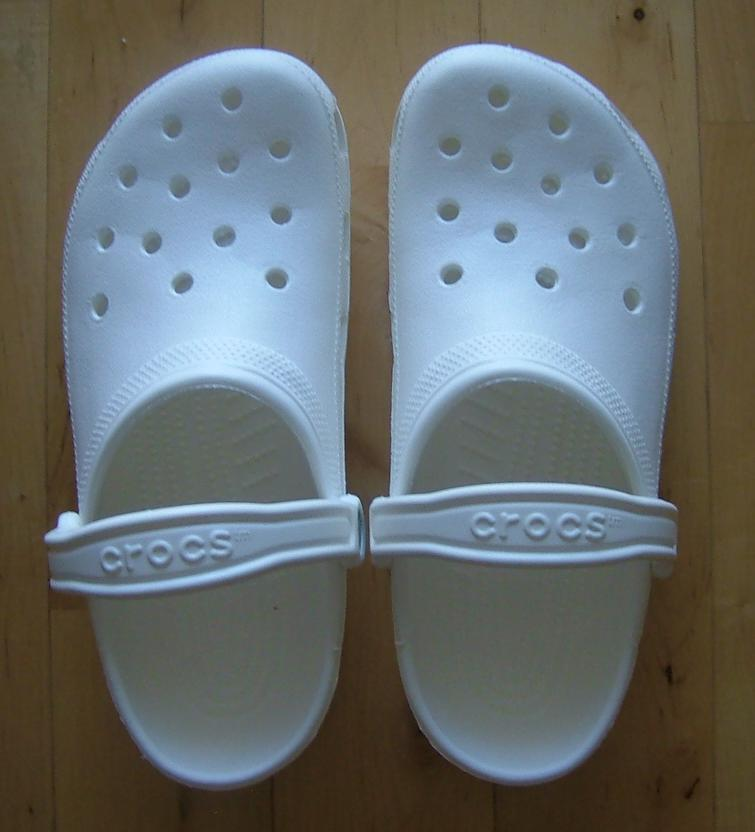
crocs cayman

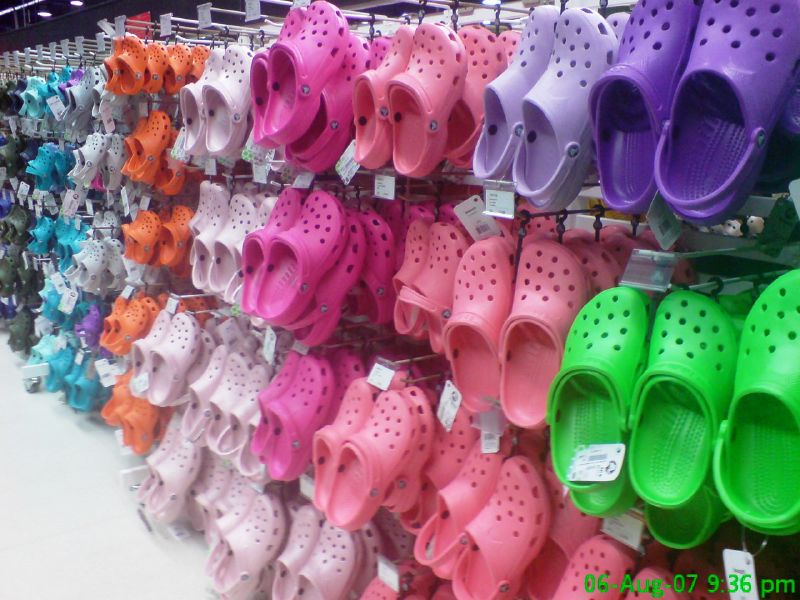
店頭に並ぶ色とりどりのクロックス

クロックス（Crocs, Inc.）は、コロラド州ニオットに本社を置くアメリカの企業で、クロックスブランドの合成樹脂製サンダルを製造・販売している。
日本にはシンガポールに本社を置くクロックス・エイジア・プライベート・リミテッド（crocs asia pte. ltd.）の日本支社、クロックス・ジャパンがある。
クロックスの名前の由来はクロコダイルにあり、ロゴも黒字に白のクロコダイルの上半身をデザインしたものである。なお、クロコダイルの名前は、デューク（Duke）。

## 概要
クロックス社はアメリカでリンドン・デューク・ハンソン（Lyndon "Duke" Hanson）、スコット・シーマンズ（Scott Seamans）、ジョージ・ボーデッカー（George Boedecker）の3名によって2002年7月に創設された。
同社はカナダ・ケベック州のフォームクリエーション社が開発製造した軽いプラスチックの靴を販売するために、コロラド州・ボルダーを本拠地として設立された。滑りにくいことや足跡のつきにくい特徴から、もともとは舟遊び・アウトドアの靴として考えられており、クロックスの最初のモデル「ザ・クロックス・ビーチ」は2002年10月にフロリダ州・フォートローダーデールのボートショウで発表された。そこでは当時製作された200足が完売した。口コミで履き心地の良さが評判となったことや明るい色、軽さ（約170g）、今までにないユニークなデザインなどのおかげで、小規模な販売活動にもかかわらず、クロックスはアメリカや他の国でも人気商品となった。売上げの増大に裏付けられるように、2023年現在も取り扱い品目の人気は衰えず流行の様相を呈しており、同時に熱狂的な支持と不支持の両意見がある。
クロックスはアメリカの2006年度プロビーチバレー協会（AVP:Association of Volleyball Professionals）のスポンサーである。

### 製造と特許
2004年6月、クロックス社はフォームクリエーションおよび製造事業を買収し、エチレン酢酸ビニルで作られた「クロスライト」という専売特許を持つ発泡樹脂の占有権を獲得した。「クロスライト」は履く人の体温に反応し、足に合わせ変形し多数の足病治療医のコメントによると医学的に良いとされ、クロックス・ジャパンは人間工学でも証明され、素足で立っているより疲労を62%軽減すると述べている。
クロックス社はクロックのさまざまな有用面に対する特許を4つ取得している。2006年2月に発行されたアメリカ特許番号6993858B2、翌月の3月28日に発行されたアメリカ特許番号D517788S、D517789S、D517790Sである。会社の発表によると、同社がクロックスの特許を侵害しているとみなした製品を製造、輸入、卸売している11の会社に対して米国国際貿易委員会と連邦地方裁判所に提訴している。

### 模倣品

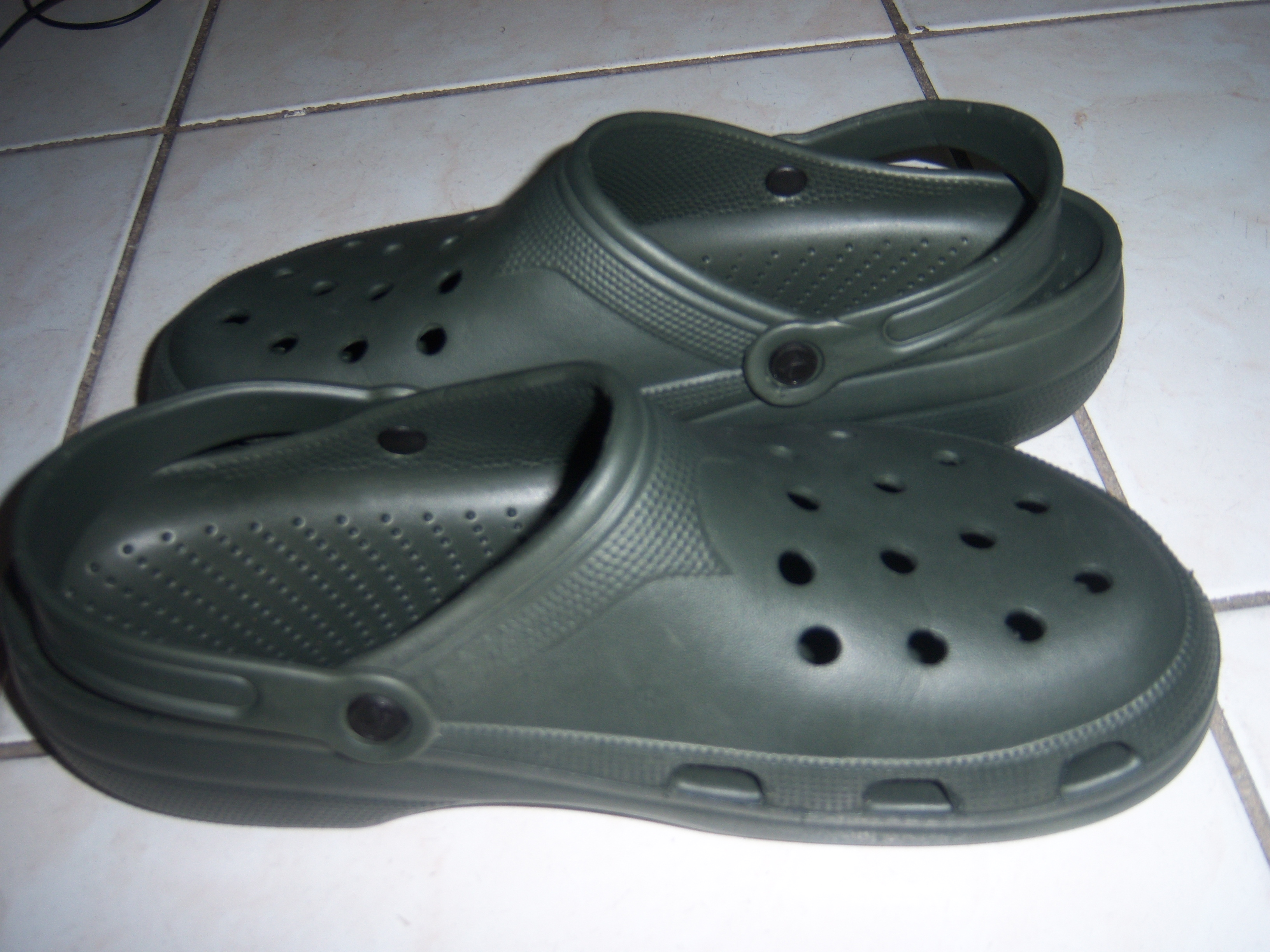
模倣品の例。素材が異なるほか、ブランドマークが付いていない。

クロックス靴と似たような靴として2001年発売のwaldies（ウオルディーズ）がある。これはクロックスより早くから発売されているため、後追いや偽物の類の商品ではない。
これら2つのブランドでない、クロックス靴のような形をしたゴムサンダルやプラスチックサンダルも出回っている。上述の2社の靴は共通してクロスライト材料を使っており、滑りにくく軽く足にフィットしやすい点が特長であるが、別の材料のサンダルでは当然履き心地も異なってくる。このような模倣品は、ブランドマークが入っていないだけでほぼ同じもののようにクロックスと酷似させているものもある。
クロックス製品かどうかは公式サイトのロゴがあるか、公式オンラインショップのラインナップに同じ形の商品があるかといった点を確認することである程度判断が可能である。偽物を警戒する場合、一番よくみられるタイプのケイマン（Cayman）にとりわけ注意すべきである。

### 買収

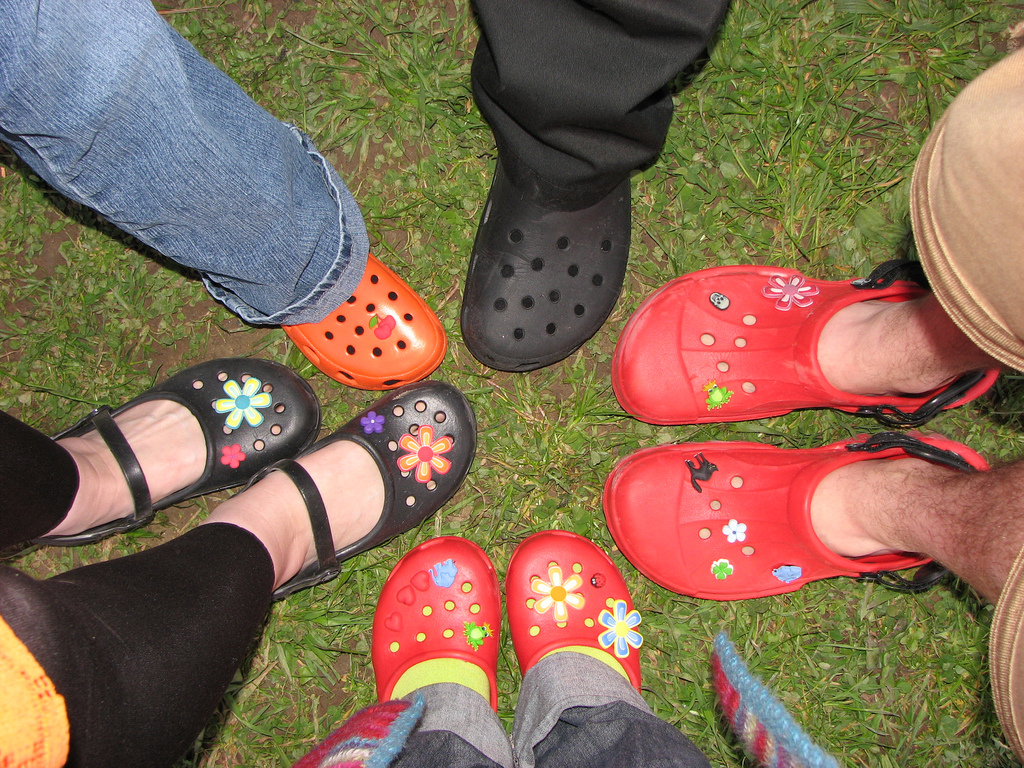
クロックスの穴にはめこまれたアクセサリー

2006年10月3日、クロックス社はジビッツ社（Jibbitz）を2000万ドルで獲得した。ジビッツはクロックスにある穴にはめこむアクセサリーのメーカーである。公共プールでジビッツ創始者シェリー・シュメルザー（Sheri Schmelzer）の7歳の娘のアクセサリーに目を留めたクロックスの共同創始者・ハドソンが「僕にお電話してくれるようママに頼んで」と名刺を渡したのがきっかけである。
2007年7月30日、クロックス社はワシントン州を拠点とするバイト社（Bite, Inc.）を獲得した。1996年創設のバイト社はゴルフサンダルを考案し、ゴルフ、ランニング、釣り、ディスクゴルフ業界で革新的な製品を供給している。クロックス社は開発素材「クロスライト」をゴルフシューズの靴底、ランニングシューズ、サンダルなどに組み込む予定である。この買収はランニングシューズの市場でナイキやアディダスを狙いつつあるクロックスにとって大きな意味がある。

## モデルラインアップ
色はモデルによってさまざまである。ビーチ（Beach）とケイマン（Cayman）は20色以上の色がある。他のほとんどのモデルは4から6色の色彩または2色の組み合わせである。
cayman（ケイマン）
一番ポピュラーなモデルでベーシックモデル。カラーバリエーションは11。
baya
crocs社が新定番と銘打っているモデル。カラーバリエーションは14。caymanとそっくりであるが、横の通気口がcrocsというブランドロゴの形になっている点が大きな特徴である。
clog
prepair clog、crostrail clog、modi clogの4モデルでシリーズ扱いとなる。caymanとbayaでの上部通気口が丸型ではなく独特な形状をしているのがどのモデルにも共通する特徴。santa cruz clogには穴が全くなく素材は同じであるが、サンダル色が強いモデル。
crocband
ソールにラインを施したモデル。カラーバリエーションは13。
yukon
カラーバリエーションは3。
bistro
料理関係者に向けたモデル。「マリオ・バターリからお墨付きを受けた」というBatali edition（オレンジ色）とBistroモデル（6色）が存在する。

## 健康と安全
2006年、クロックスやビーチサンダルといったやわらかく、曲がりやすい靴には厳しい目が向けられた。摩擦によって靴が溶けエスカレーターに挟まって、子供が怪我をするという事故があったからである。
2007年9月6日、日本でも経済産業省所管の独立行政法人・製品評価技術基盤機構がクロックスを履いた人がエスカレーターに足を挟まれる事故が2007年5月以降に発生していることを明らかにした。その後、追加の実証実験でエスカレーターでの事故率が高く、正しい使い方で事故を防止できるが、製品の構造にも問題があると発表した。
サウスダコタ州・ラピッドシティー基幹病院は2007年、安全に考慮し服装規程を変え上部が開いたクロックスを禁止した。しかし医療用クロックス（Crocs Rx）として販売されている上部が閉じてバンドが足の甲ではなくかかとにあるタイプについては禁止していない。またスウェーデンのブレーキンゲ地方病院は職員がフォッパトフェルス（Foppatoffels／輸入クロックスのスウェーデン語名）を履くことを禁じている。靴が静電気を生じ電子機器に障害を与える可能性に配慮している。
アメリカの学校では、つまずいて転倒しやすいなど安全上の理由から、校則でクロックスを履いての登校を禁止する例が見られた。2024年時点では、少なくとも12州の数十校に上る。

## 流行とメディア
『ワシントン・ポスト』は、クロックスを快適でカラフルに飾られた靴と見ている人たちと、ファッションを台無しにするものと見ている人たちがおり、口に出して反対するサブカルチャーが、一部の人たちの間で起こっている現象を取り上げ「ファッション業界はクロックスに夢中になっているわけではない。会社は自分で"超格好良いイタリアン・スタイル"を褒めちぎっているが、多くの人々はかっこ悪いと思っている」としている。
『I Hate Crocs dot com.（クロックスが大嫌い・ドット・コム）』という名のブログでは、クロックスの反対者を定期的に取り上げている。トークショー番組『Real Time with Bill Maher（ビル・マーのリアルタイム）』ではコメンテーターのマーが皮肉っぽく「新しいルール：プラスチックの靴を履くのをやめましょう」と、青とピンクのクロックスの写真を見て呼びかけている。